# Jazz Pharmaceuticals
Jazz Pharmaceuticals — международная фармацевтическая компания. Штаб-квартира расположена в Дублине (Ирландия), офисы в США находятся в Калифорнии (Пало-Алто и Карлсбад) и в Пенсильвании (Филадельфия). Специализируется на препаратах на основе оксибутират натрия (Xywav и Xyrem).

## История
Azur Pharma была основана в Ирландии в 2005 году. В 2012 году объединилась с американской компанией Jazz Pharmaceuticals, Inc. После слияния носит название Jazz Pharmaceuticals plc.
В декабре 2013 года за 1 млрд была куплена компания Gentium, базирующаяся в Вилла-Гуардия (провинция Комо, Италия). В мае 2016 года за 1,5 млрд долларов была куплена компания Celator Pharmaceuticals. В феврале 2021 года за 7,2 млрд долларов была куплена GW Pharmaceuticals, основным её препаратом был Epidiolex на основе каннабиса для лечения эпилепсии.

## Деятельность
Главная фабрика компании находится в Ирландии (город Атлон), ещё две находятся в Великобритании и Италии; они производят основные действующие вещества. Конечной формулировкой и упаковкой занимаются сторонние контрактные компании. Из 3,09 млрд долларов выручки в 2021 году 2,82 млрд пришлось на США, 0,23 млрд — на Европу.
Основные препараты по объёму продаж в 2021 году:
- Xywav и Xyrem (оксибутират натрия) — нейрология, 1,80 млрд долларов;
- Epidiolex (каннабидиол) — нейрология, 464 млн долларов;
- Zepzelca (lurbinectedin) — онкология, 247 млн долларов;
- Defitelio (defibrotide) — 198 млн долларов;
- Vyxeos (cytarabine/daunorubicin liposomal) — 135 млн долларов;
- Rylaze (Asparaginase Erwinia Chrysanthemi (Recombinant) — rywn) — онкология, 86 млн долларов.